# 別洛耶湖 (沙圖拉)
55°35′29″N 39°35′3″E / 55.59139°N 39.58417°E
別洛耶湖（俄语：Белое），是俄羅斯的一个湖泊，位於該國西部，由莫斯科州負責管轄，處於沙圖拉區，長0.6公里、寬0.45公里，面積0.18平方公里，最大水深8米。